# (7124) Glinos
(7124) Glinos ist ein Asteroid des Hauptgürtels, der am 24. Juli 1990 vom US-amerikanischen Astronomen Henry E. Holt am Palomar-Observatorium (IAU-Code 675) auf dem Gipfel des Palomar Mountain etwa 80 Kilometer nordöstlich von San Diego in Kalifornien entdeckt wurde.
Der Asteroid wurde am 9. März 2001 nach dem kanadischen Amateurastronomen Tom Glinos (* 1960) benannt, der zwischen 2004 und 2008 insgesamt 18 Asteroiden entdeckte.